# Micul Jack în Africa
„Micul Jack în Africa” este al cincizeci și unulea episod al serialului de desene animate Samurai Jack.

## Subiect
Emirul care îl învățase să călărească îl aduce pe micul Jack la un trib de negri din Africa. Șeful de trib îi spune cum, după nașterea sa, Împăratul îi adunase laolaltă pe toți șefii marilor triburi ale lumii și cum puseseră la cale planul de instruire a micuțului, el fiind singurul care putea mânui sabia magică a Împăratului. Dar mai întâi, șeful îi pregătise ceremonia de acceptare în trib. Îl vopsește pe față cu semnele tradiționale și îl scoate afară lângă foc, unde dansul era în toi. Fiul șefului, de aceeași vârstă cu Jack, îl primește ca pe un rival.
A doua zi de dimineață, șeful îi prezintă lui Jack arma tribului, bățul Umlangata, și cele cinci stiluri de luptă: ghepardul, maimuța, șarpele, scorpionul și antilopa. Nu trece mult și cei doi copii deja luptă de la egal la egal, cu îndârjire, iar rivalitatea este așa de mare încât sunt pe cale să se bată și cu pumnii dacă nu i-ar fi oprit șeful. Dar după ce li se atrage atenția, cei doi se împrietenesc și negroteiul îl ia pe Jack la plimbare pe teritoriul tribului. Cei doi micuți se cațără pe stânci, călăresc girafe, se bălăcesc pe spinarea hipopotamilor, urmăresc ghepardul la vânătoare, privesc leii dintr-un copac, se distrează cu elefanții, călăresc zebre, iar seara contemplă cerul de pe un acoperiș.
Trec astfel mai multe zile. Într-o seară, pe când Jack dormea pe acoperiș, satul este atacat de o bandă de agresori care îi iau prizonieri pe membrii tribului și le incendiază locuințele. Bețele Umlangata nu fac față armelor superioare ale agresorilor. Aceștia îl căutau de fapt pe Jack, căci Aku le promisese o răsplată dacă i-l vor preda. Dar Jack se pitește bine și nu poate fi găsit, iar agresorii se retrag cu prizonierii.
Jack urmărește convoiul și pătrunde pe furiș în așezarea dușmană. Găsește o armă de-a agresorilor într-un colț, o târăște afară din oraș și învață s-o folosească, combinând mânuirea armei cu stilurile de luptă învățate. Apoi Jack revine în oraș, semeț și vopsit pe față cu pământ umed. Este înconjurat de inamici. Pe primii trei îi învinge, dar apoi intervine șeful bandei, mânuind două arme deodată. Jack își aruncă arma, iar aceasta desface legăturile cuștii care îi închidea pe membrii răpiți ai tribului. Cușca se desface în bețe, numai bune pentru cei eliberați, care astfel îi atacă pe agresori și îi alungă.
Micul negrotei îl salvează pe Jack, dezarmat, de la o lovitură fatală, iar șeful de trib îi salvează pe amândoi, căsăpindu-l pe șeful bandei, care îi amenința.